# 囚人道路
囚人道路（しゅうじんどうろ）とは、明治20年代ごろの北海道各地において、囚人たちの労働力によって建設された道路の俗称である。

## 概要
明治政府は、原野が広がり未開の地であった北海道の開拓と整備を推し進めるために、急務であった道路建設に屯田兵や入植者たちが労働に携わっていたが、特に原始林に覆われた道内の北部や東部の奥地に進むためには道路建設が不可欠で、大変な労働力と多額の費用を必要としたことから考え出されたのは、囚人たちを労働力として使役させることであった。当時は明治政府に反対する自由民権運動に関わった政治犯など、現代日本の法律では罪に問われないような人々が思想犯として逮捕され、囚人が急増したことから、収容施設増設と北海道開拓のために道内に集治監が次々に作られ、それら囚人たちの労働力によって開削されて作られた道路が、のちに囚人道路と呼ばれるようになった。
1887年（明治20年）から1891年（明治24年）にかけて、囚人労働によって開削された道路の延長は、170里（約663キロメートル）あまりで、同じ期間中に新設された北海道の道路全体延長308里（約1201キロメートル）あまりのうち、55%強を占めた。気候も厳しく、ヒグマが行き来する未開の原野や密林に道路を切り開く工事は、機械に依らない手作業で全て行われており、そのうえ開削地に食糧が届かないことも多く困難を極めたと伝えられている。特に、石狩平野を横切る月形 - 市来知（いちきしり）間の樺戸街道と、上川 - 網走間の中央道路の開削工事における囚人労働は悲惨を極めた。

## 時代背景

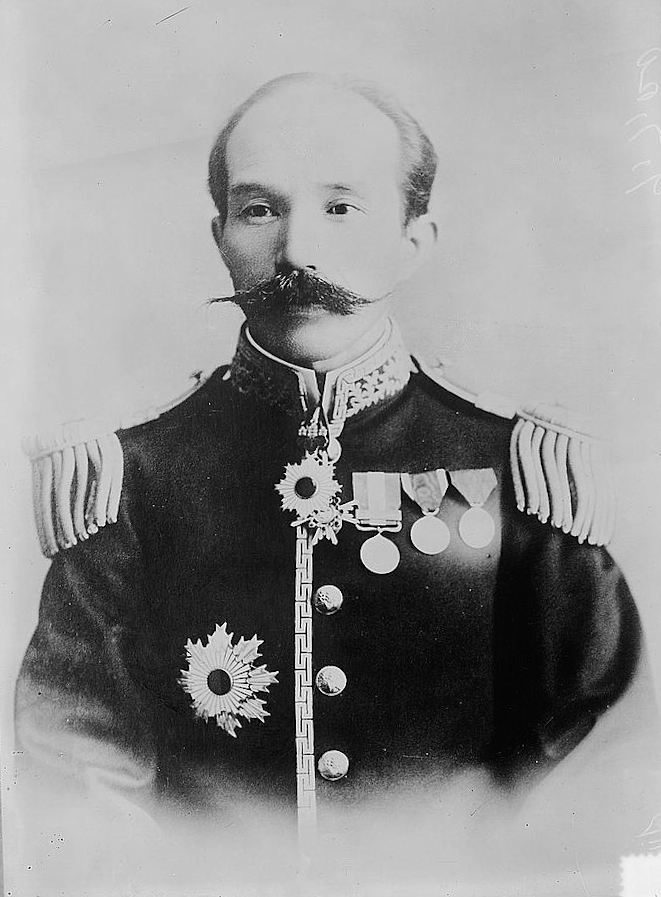
金子堅太郎。北海道の開拓について復命した「北海道三縣巡視復命書」は、道内の道路建設に囚徒を使役することを進言した。

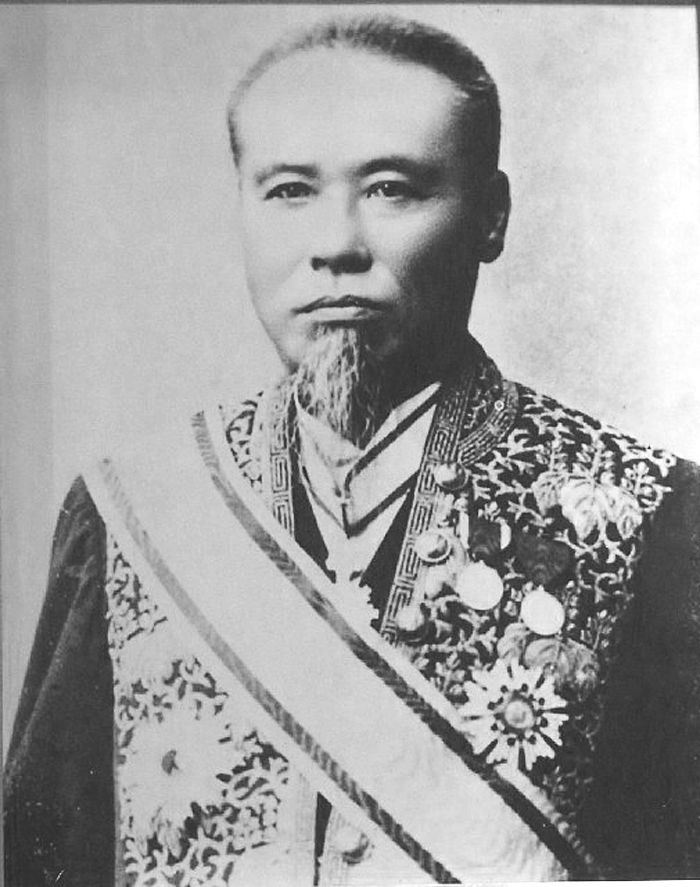
岩村通俊。北海道開拓道路事業の拡充には、北海道庁初代長官となった岩村の意向が強く働いていた。

明治維新後、改革や戊辰戦争などの変動期を経て、日本近代化のために明治新政府が推し進める改革政治に対する不満や意見の相違から、日本各地で佐賀の乱（1874年）や西南戦争（1877年）などの内乱が相次ぎ、犯罪者も急増したことで「国賊」とよばれた多くの人々が国事犯・政治犯として逮捕されていった。度重なる戦乱で国民は困窮し、犯罪を犯す者が後を絶たず、囚人数は1885年（明治18年）には過去最高の8万9千人まで膨れ上がった。日本国内にある集治監だけでは収容人員を越えてしまうため、次々と新しい集治監をつくらなければ追い付かない状況の中、1879年（明治12年）には既に、当時内務省の長官だった伊藤博文が囚徒流刑地として北海道への集治監設置を説いていた。
一方、開国して間もない日本は、進んだ文化を持った西欧の列強諸国に追いつき追い越せとばかりに富国強兵政策をとっていたため、経済発展のためには未開地の蝦夷地の開拓は必要であった。この当時、シベリア・サハリン・カムチャツカを植民地とし、さらに不凍港を求めて南下政策をとるロシア帝国の脅威から蝦夷地を守るため、1869年（明治2年）より明治政府は軍事上の理由から蝦夷地を北海道と改名して道内に開拓使を置いていた。明治初期の北海道、特に道東地域は海辺から内陸に入る道路は皆無といってよい状況で、奥地に入るためには、必ずアイヌの道案内が必要であった。北海道開拓は至急の命題であり、そのためにはまず手始めに人員や資材の運搬路となる道路を建設することが必要であった。
1879年（明治12年）に伊藤博文が作成した建議書「徒流両囚発遣地先以御予定相成度伺」により、明治政府は多くの囚人に、屯田兵入植に先立って開墾させるため、北海道に移送させる政策をとった。囚人の多くは、政治犯として逮捕された士族であったという。明治政府にとって、未開地であった北海道に、政府が進める改革に反対運動を起こし危険分子と見なされた国賊や政治犯として逮捕された人々を社会から隔離しておくことは好都合であり、また北海道開発のために道路工事の作業員として囚徒を使えば費用が安く上がるという理由から、膨れ上がる囚人の収容所問題の解決とあせて徒刑、流刑、懲役刑12年以上の者を拘禁する集治監（現在の刑務所にあたる）を北海道の地に求めた。内務省の発案で、1881年（明治14年）に、石狩国樺戸郡須倍都太（すべつぶと、現：月形町）に樺戸集治監が北海道に置かれたのを皮切りに、翌1882年（明治15年）には同国空知郡市来知（いちきしり、現：三笠市）に空知集治監、1885年（明治18年）には釧路国川上郡熊牛村（現：標茶町）に釧路集治監が開庁し、全国6集治監のうち3カ所が北海道に開設される。さらに1890年（明治23年）釧路集治監の分監として網走に網走囚徒外役所（のちに網走分監と改称）が置かれ、その後、下帯広にも釧路分監帯広外役所（のちに十勝分監と改称）が置かれるなど、北海道の各地に次々と集治監が作られていった。北海道に集治監が置かれた目的は、女囚が送られなかった点を含めて、労役にあったことが明らかであったといわれている。
1885年（明治18年）、伊藤博文の側近で太政大書記官を務めた金子堅太郎が、北海道各地を視察した上で政策を建白した「北海道三縣巡視復命書」は、囚人たちの運命に大きな影響を与えることになった。金子は、この復命書のなかで道路開削のために囚人を利用することを進言したからである。1886年（明治19年）、北海道庁設置による開拓政策の転換によって道路開削が重要視されると、翌1887年（明治20年）5月、全道郡区長会議において全道基幹道路の計画が示され、第1に札幌を起点として空知・上川から釧路・根室に至る道路、第2に樺戸から日本海側の北増毛に至る道路、第3に釧路から網走に至る道路の新設が謳われた。北海道のインフラ整備でその中心となった道路事業の必要性を強く主張したのは、初代の北海道庁長官となった岩村通俊である。岩村は、これら三つの道路を整備することで、北海道全体の交通網を一挙に整備しようと考え、そして岩村の構想を実現するために、それら開拓道路開削のための労働力として道内各地の監獄の囚人たちが作業現場へと次々に送り込まれていった。その労働は苛酷なもので、刑期を終えても帰らせてもらえない者も少なくなかったといわれている。

## 中央道路
中央横断道路とも呼ばれる。札幌 - 旭川 - 北見 - 網走を結ぶために開削された道路で、1887年（明治20年）の全道郡区長会議において示された「全道基幹道路の計画」の第1項で謳われた「札幌を起点として空知・上川から釧路・根室に至る道路」の一部にあたる。区間により、三笠市市来知 - 旭川間は上川道路（現在の国道12号に相当）、旭川 - 網走間は北見道路（現在の国道39号に相当）という道路名でもよばれる。ロシアの南下政策に対抗するために、明治政府が軍事道路として建設したもので、中央道路開削工事に際し不足する労働力を補うために網走監獄や空知集治監から囚人たちが駆り出された。不衛生な仮小屋暮らしと、足に鎖をつけた状態で酷使され続けた囚人たちの中から多くの犠牲者を出す惨状を招いたことから、一般に囚人道路といえば岩見沢以西を除く中央道路のことを指すことが多い。

### 上川道路
市来知 - 忠別太を結ぶ道路で、石狩道路とも呼ばれる。現在の国道12号線の大半に相当し、札幌―岩見沢間は囚人が開削した道路ではない。1886年（明治19年）4月に、北海道庁初代長官の岩村通俊が、道庁役人高畑利宜と樺戸集治監の2代目典獄安村治孝に、市来知（現：三笠市） - 忠別太（ちゅうべつぶと、現・旭川市）間（約88キロメートル）を結ぶ上川仮道路の開削を命じたのが端緒である。空知集治監と樺戸集治監による共同事業で、石狩川支流の空知川を境に、忠別太までを樺戸集治監が、空知川から市来知までは空知集治監が担当した。現在における滝川市 - 美唄市間の国道12号は、日本一長い直線道路（29.2キロメートル）として知られているが、この区間の道路建設には樺戸集治監の囚徒たちが駆り出され、3か月で完成させたといわれる。石狩川のカムイコタンは特に難所続きのために、現場からは迂回の願いが提出されたりもしたが、1883年（明治16年）から集治監典獄となった安村からは、「ひたすら突き進め」という命令が下されるだけであった。
昼夜を問わずおびただしい数のヌカカやブヨが襲い、オオカミやヒグマの恐怖と闘いながら、充分な食料も与えられないままの劣悪な環境下の作業で、病気やけが人が続出し、正確には記録のない数の犠牲者を出し続けた。3里（約12キロメートル）ごとに外役所を設けながら200人を一団とする囚人たちにより、全て人力で突貫工事が続けられ、1886年（明治19年）5月の着工から、4か月余で仮道が全線開通した。1887年（明治20年）から本工事が行われ、1889年（明治23年）に完成した。 月形樺戸博物館は、樺戸集治監の歴史資料が保存および展示されて北海道の道路の過去の歴史を知ることができる。

### 北見道路
上川道路開通後に開削された旭川から網走に至る全長217キロメートル（全長225キロメートルとも）に達した道路で、現在では、北見峠 - 生田原が国道333号、生田原 - 佐呂間間は共立峠、佐呂間 - 留辺蘂間が道道103号、留辺蘂 - 北見 - 緋牛内間が国道39号、緋牛内 - 網走間が道道104号にそれぞれ相当する。

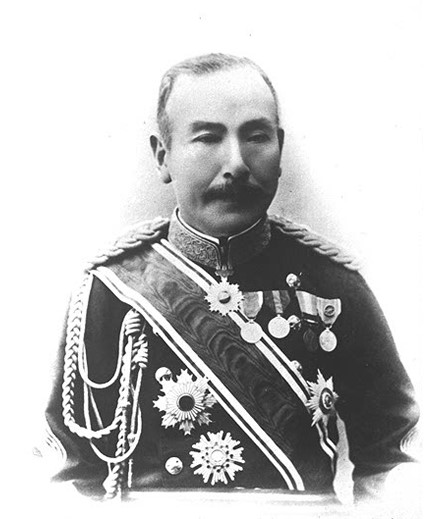
永山武四郎

屯田兵制度草創期でもある1888年（明治21年）に第2代北海道長官時代となった薩摩出身である永山武四郎は、急務であったロシア南下政策に対抗するための北見道路（中央道路）の開削工事を行うこととした。上川道路に引き続き樺戸集治監と空知集治監が担当したほか、1890年（明治23年）に釧路集治監（標茶）から網走へ約1200人の囚人の大移動が行われ、その収容所である釧路監獄所 網走囚徒外役所（のちの網走監獄）が作られてからは、労働力として囚徒たちを服役させるために約1400人が現場へ送り込まれた。上川道路にも増した難工事で、道央とオホーツク海沿岸を結ぶ道路開削工事は、険しい自然の地理的条件と野生動物のヒグマとの戦いであったといわれており、囚人労働史上で最も悲惨な事例とされている。1891年（明治24年）4月の雪融けを待って5月から原始林に駆り出され、斧を振りかざし大木を切り倒し、土砂や切り株をモッコに入れ担ぎ、夜にはカガリ火を焚き、松明をかざしながらの重労働が、連日昼夜兼業で強行され、8か月後の同年12月末に北見峠・白滝 - 網走間の163キロメートル区間を完成させた。

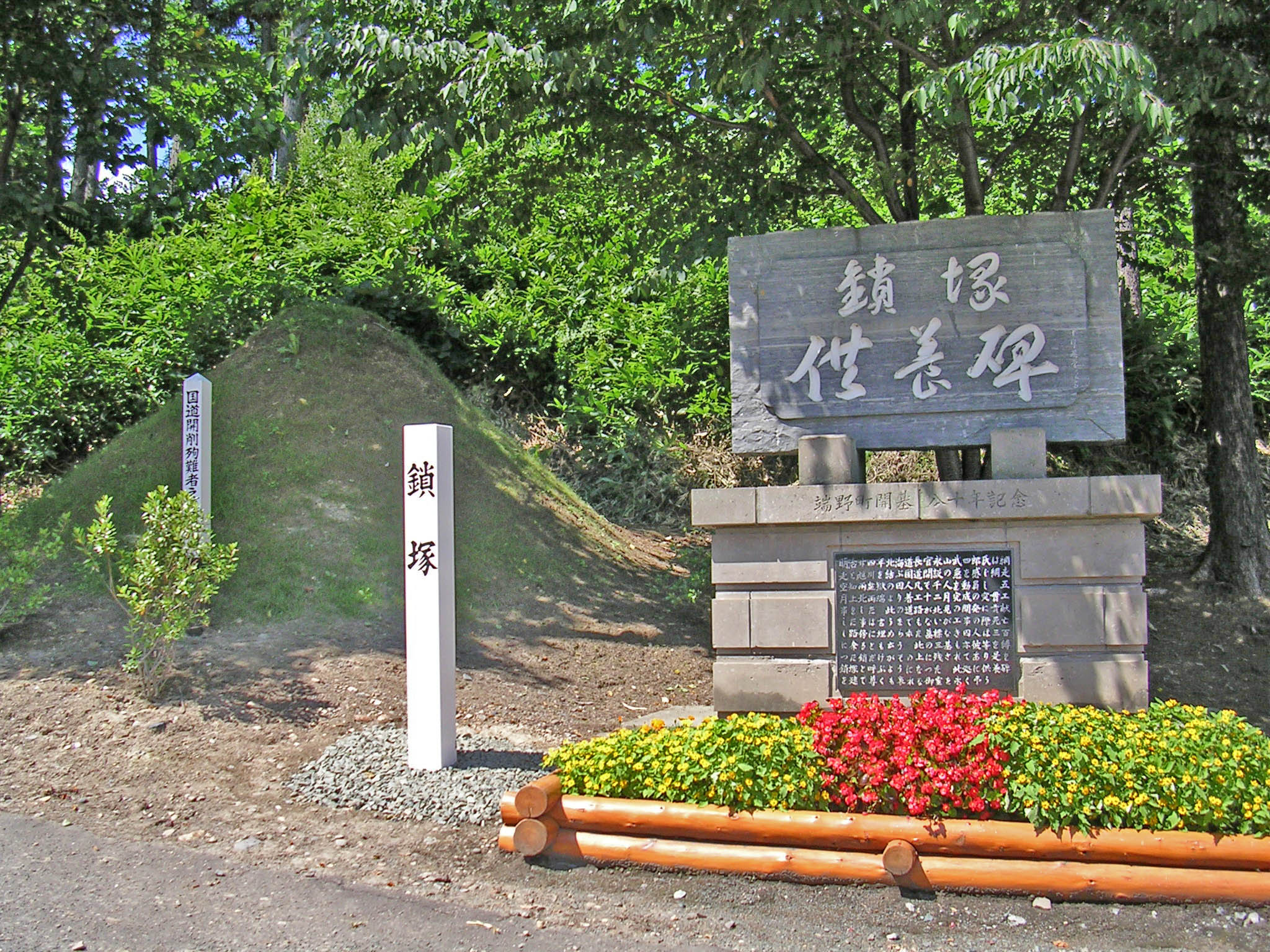
鎖塚（北見市緋牛内）

道路建設では、囚徒200人（220人とも）を一団として4組に分け、3里から4里（約12–16キロメートル）を1区画として受け持ち、15間幅（約30メートル）に立ち木を切り倒して、3間幅（約6メートル）の道路を建設する工事が進められたが、割り当てが早く終わった組には次の工区の選択権が与えられていたため、空知集治監と網走監獄の各組の看守間で熾烈な競争が起こった。囚徒たちへの過酷な強制労働は、山岳部の奥地に建設現場が進むにつれて食糧運搬がうまくいかなくなったことにより、栄養失調や怪我で211人とも言われる多くの死亡者を出す事態となり、多大な犠牲を払った。囚人たちの傷だらけの身体にヤブカややヌカカの大群が襲来したほか、寒さや過労、食糧不足からくる栄養失調から水腫病とよばれる全身が膨れ上がる病が大量発生し、北見では半年間で、出役した1150人のうち900人以上が発病して180人から230人以上が死亡した。
当時、囚人たちの人権は無視されていたといってもよく、「囚徒らがたとえ死んだとしても監獄費の経費節減になる」という思想がまかり通っていた時代であった。囚徒たちの労働生活は、全員が1本の丸太を枕として眠り、夜明け前の午前3時半の起床では看守が大声で叫ぶほか、丸太枕を叩いて起こし、逃亡防止のために2人の足を鎖でつないで使役させられていた。看守たちは携帯したピストルとサーベルや長棒で囚徒たちの後ろから威嚇し、強制労働の苦痛に耐えきれず逃亡を謀った者は「拒捕惨殺（きょほざんさつ）」といって、見せしめのために看守にその場で切り殺されるか、逃亡できたとしても、食糧を見つけることが困難な山中では食いつなぐことも出来ず、結局は作業場へ戻るしかなかったと伝えられる。病死や惨殺されていった囚徒たちの屍は、そのまま現場近くへ捨てられて風雨にさらされたといい、やがて当時の仲間の囚人たちによって土を盛るようにかぶせられて埋葬された。のちにそうした「土まんじゅう」は入植者らによって見つけられ、掘り起こされると土に還りつつある人骨と、墓標の目印として置かれた鎖がそのまま出てきたことから鎖塚とよばれるようになり、鎖でつながれたままの2人の白骨も発見されている。北見市のJR緋牛内駅の周辺でも3基の鎖塚が残されている。

## 囚人たちによって開削されたその他の道路
囚人労働の投入によって北海道のインフラ整備事業として、初代北海道庁長官の岩村が必要と指摘した七つの幹線道路は、すべて着手された。その幹線道路とは、第一に石狩道路（市来知 - 忠別太）、第二に天塩道路（月形 - 増毛）、第三に北見道路（忠別太 - 網走）、第四に網走 - 硫黄山間、第五に標茶 - 釧路間、第六に標茶 - 厚岸間、第七に大津 - 伏古間である。文献や史料などによれば、中央道路に含まれる石狩道路（上川道路）・北見道路のほかにも、以下に挙げる区間の道路が囚人労働によって開削された道路としている。
- 樺戸（月形）- 市来知間道路（樺戸道路・樺戸街道・峰延道路）[15]
- 月形 - 増毛間道路（天塩道路）[15]
- 網走 - 標茶（熊牛）間道路[22]
- 標茶（熊牛）- 厚岸間道路[3][22]
- 標茶（熊牛）- 釧路間道路[3][22]
- 硫黄山 - 網走間道路[3]
- 大津 - 伏古（下帯広）間道路（大津街道）[3][22]
明治25年に十勝川河口付近の大津から十勝川沿いに帯広へ進み、新得まで結ぶ計画築造された道路で、大津 - 豊頃間が現在の北海道道320号・911号、豊頃 - 伏古（現：帯広市）間は国道38号にあたる道筋である。通称は大津街道であるが、正式名称は県道南北線といった。
- 月形 - 厚田 - 小樽間道路[22]
- 月形 - 当別間道路[22]
- 市来知 - 岩見沢間道路[22]

## 年表
- 1869年（明治2年）：明治政府が蝦夷地を北海道と改名。道内に開拓使を置く。
- 1877年（明治10年）：西南の役（西南戦争）勃発
- 1879年（明治12年）：伊藤博文が建議書「徒流両囚発遣地先以御予定相成度伺」を作成。
- 1881年（明治14年）：樺戸集治監獄（月形）が開庁[9]。
- 1882年（明治15年）：空知集治監獄（市来知）が開庁[9]。
- 1885年（明治18年）：釧路集治監獄（標茶）が開庁[9]。金子堅太郎が、北海道各地を視察して「北海道三縣巡視復命書」にて政策を建白する。
- 1886年（明治19年）4月：北海道庁設置。初代北海道庁長官の岩村通俊により、上川仮道路の着工指示が出される。
- 1886年（明治19年）5月：空知集治監と樺戸集治監の収監者が従事し、上川仮道路の開削が始まる。9月開通。
- 1887年（明治20年）5月：全道郡区長会議において全道基幹道路の計画が示される。
- 1888年（明治21年）：第2代北海道庁長官に永山武四郎が就任。中央道路（北見道路）の開削を指示。
- 1889年（明治22年）06月19日：空知集治監の収監者が従事し、旭川 - 湧別間の仮道路開削が始まる。（約60日間）[23]。
- 1890年（明治23年）：中央道路（北見道路）開削を目的に、釧路集治監獄の囚徒が網走に移され、釧路監獄所 網走囚徒外役所が置かれる[18]。
- 1891年（明治24年）4月：上川 - 網走間の中央道路（北見道路）着工[19]。
- 1891年（明治24年）12月27日：中央道路開削完成。開通[24]。
- 1894年（明治27年）：明治政府が、囚人労働による外役を廃止。
- 1974年（昭和49年）8月：北見峠に「中央道路開削殉職者慰霊の碑」が建立される[12]。

## 影響
札幌と旭川が鉄路で結ばれた1898年（明治31年）よりも以前、北海道内の道北・道東地域に囚徒たちの手によって切り開かれた道路インフラにより、上川以北や北見・網走地方に開拓の道が開かれ、1891年（明治24年）に上川の永山、1892年（明治25年）に東旭川、1893年（明治26年）に当麻、それぞれに屯田兵400戸ほどが入植した。札幌の月寒で編成された陸軍第7師団が旭川に進出できたのは、囚徒によって拓かれた上川道路があったことにより、旭川が道北の中心地として歩み始めていたからである。
旭川 - 網走間の中央道路が開通されると、1892年（明治25年）以降にその経路上に次々と一号 - 十二号官設駅逓所が開設された。中央道路は開通後から利用する者はあまりなく、長く手入れされず後年はかなり荒廃した。1897年（明治30年） - 1898年（明治31年）に屯田兵第四大隊が中央道路を使って端野町に入植した。釧路集治監があった標茶周辺は、釧路を基点に標茶を中継地とする道路網が急速に整備され、旅籠や料飲店などの商業も栄えて次第に街並みも整った。
道内に集治監が設置されて以来、囚人たちは道路づくりなどの重労働に使役させられていたが、一方では大きな矛盾を含んでいた。内務大臣の井上馨は1894年（明治27年）の『北海道ニ関スル意見書』において、北海道に多数の囚人が送られてくることは、北海道の拓殖上の利益が見出せないばかりか害があるとして、それまでの明治政府の政策に大きな疑問を投げかけた。井上がこのような指摘した背景には、民間により本州から囚人同様の安価な労働力、いわゆる土工部屋が流入してきたことがあげられている。第4代北海道庁長官の北垣国道は、1893年（明治26年）3月に出した「北海道開拓意見具申書」の中で、脱獄囚に対して地域社会はヒグマやオオカミよりも恐怖感を抱いている存在であることを指摘した。井上は、今後のインフラ整備の第一は従来の道路拡張ではなく鉄道の整備をあげ、北垣は、これまでの道路整備によって人口が増加した現在となっては、脱獄囚が容易に人家を襲い逃亡することが可能となり、鉄道建設に関して労働力の中心に囚人を利用すべきではないと指摘している。明治20年代後半の北海道におけるインフラ整備の方向性と囚人労働の利便性の関係で、囚人労働はその意義を減少させた。
囚人労働があまりにも過酷であることから批判意見が現れ「囚人は果たして二重の刑罰を科されるべきか」と国会で追及され、囚人労働による外役は1894年（明治27年）に廃止された。以後は大規模な外役はなく、もっぱら農耕と内役が中心となった。しかし強制労働としての性格は、のちに本州方面から出稼ぎ労働として一般土工夫を募集して、土工部屋に収容して道内土木事業に半強制的に駆り立てさせた「タコ労働」へと引き継がれた。

## 遺骨発掘と慰霊碑

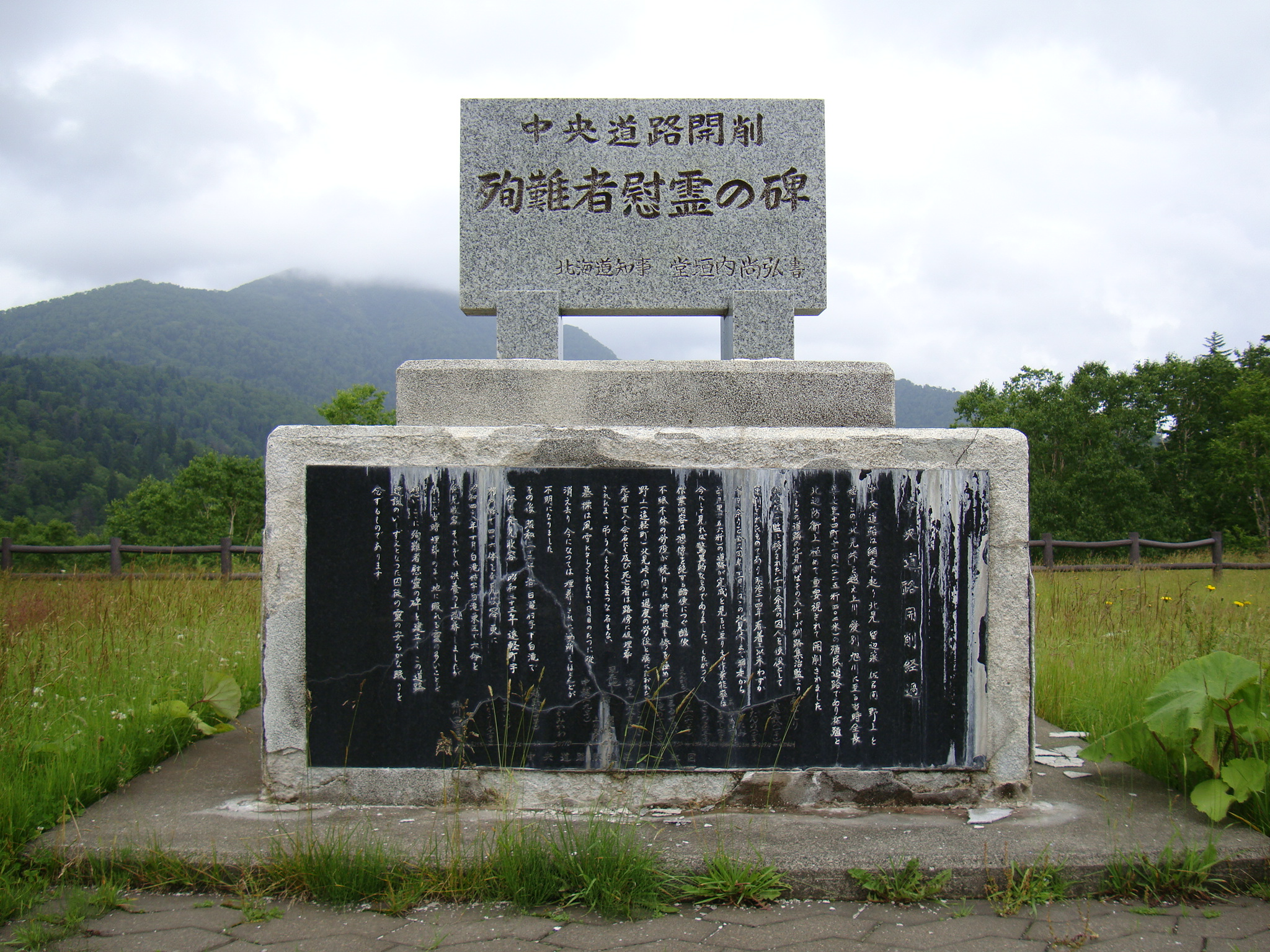
北見峠頂上にある中央道路開削殉職者慰霊の碑（2009年7月）

北見道路は、1958年（昭和33年）5月に遠軽町瀬戸瀬青年団が40体を超える遺骨を発掘して瀬戸瀬墓地に埋葬し、1976年（昭和51年）に瀬戸瀬婦人会が、発掘跡に慰霊碑を建立した。これまでに北見道路で60体近い遺体が発見され、1974年（昭和49年）8月に北見峠で「中央道路開削殉職者慰霊の碑」が建立された。